# Gustaf Hellman (träsnidare)
Sven Carl Gustaf Hellman, född 10 juni 1880 i Köping, död 9 april 1949 i Västerås, var en svensk snickare och träsnidare.
Han var son till Per Gustaf Hellman och hans maka Johanna och från 1901 gift med Anna Matilda Johansson och var far till Lage Hellman. Han studerade en kortare tid vid Tekniska skolan i Västerås men var som träsnidare autodidakt. Han medverkade med små träskulpturer med figurer i olika länslokala utställningar. Vid Dagens Nyheters Döderhultsutställning i Stockholm 1914 tilldelades han första pris av juryordföranden Christian Eriksson. Hellman är begravd på Östra kyrkogården i Västerås.